# Piccola pesca
Piccola pesca è un documentario del 2004 diretto da Enrico Pitzianti.

## Trama
La storia misteriosa del poligono di Capo Teulada, fatta di espropri, vendite, passaggi di proprietà, porta alla creazione di una zona off limits di 7200 ettari attribuita oggi al Genio militare. Accanto all'area lo specchio di mare interdetto totalmente ai pescatori sardi che non vi possono più accedere nemmeno durante le pause delle esercitazioni militari.